# Numero piramidale esagonale
Un numero piramidale esagonale è un numero figurato che rappresenta una piramide a base esagonale. L'n-esimo numero piramidale esagonale è dato dalla somma dei primi n numeri esagonali, che può essere espressa con la formula
{\displaystyle {n(n+1)(4n-1)} \over 6}
I primi numeri piramidali esagonali sono:
1, 7, 22, 50, 95, 161, 252, 372, 525, 715, 946, 1222, 1547, 1925 (sequenza A002412 dell'OEIS).